# Дюздидиль Кадын-эфенди
Дюздиди́ль Кады́н-эфе́нди (тур. Düzdidil Kadın Efendi; 1825/1826, Северный Кавказ — 18 августа 1845, Стамбул) — третья жена османского султана Абдул-Меджида I, предположительно являлась матерью нескольких его дочерей.

## Биография

### Происхождение
Турецкий историк Недждет Сакаоглу в своей книге «Султанши этого имущества» пишет, что неизвестны ни дата рождения Дюздидиль, ни откуда она была родом, однако он предполагает, что прожила она 20—25 лет. Кроме того, он пишет, что Дюздидиль и гёзде (наложница) Абдул-Меджида I по имени Русдиль могли быть одним и тем же человеком, хотя и указывает, что Энтони Алдерсон приводит у Русдиль-ханым другие годы жизни — 1824—1887.
Филизтен Ханым-эфенди в своих воспоминаниях указывает, что Дюздидиль родилась в 1825 году; в то же время мемуарист Харун Ачба в книге «Жёны султанов: 1839—1924» пишет, что она родилась в 1826 году на территории Северного Кавказа в семье убыхского князя Шыхыма Дишана и при рождении носила имя Айше; по мнению Ачбы, матерью Дюздидиль могла быть представительница абхазского княжеского рода Чачба.

### Жена султана
Как пишет Ачба, Дюздидиль была приведена в султанский гарем в возрасте шести лет по решению родственника Яхьи-бея. Сопровождала девочку няня Джиджан-ханым и служанка Эмине-ханым: в дальнейшем, уже после смерти госпожи, Эмине некоторое время служила во дворце, а затем вышла замуж и покинула гарем; Джиджан же после смерти воспитанницы вернулась на Кавказ. Воспитанием девочки занималась главная казначей гарема (хазнедар-уста); воспитание и образование Дюздидиль было направлено на то, чтобы в дальнейшем она стала женой султана Абдул-Меджида I.
Внимание султана Дюздидиль удалось привлечь в год, когда она стала получать уроки фортепиано, и уже в 1842 году был заключён брак. По мнению Ачбы, Дюздидиль стала главной икбал султана, однако турецкие историки Недждет Сакаоглу и Чагатай Улучай, а также османский историк Мехмед Сюрея-бей сходятся во мнении, что Дюздидиль после свадьбы получила титул третьей жены (кадын-эфенди) Абдул-Меджида I.
Дюздидиль заболела туберкулёзом вскоре после рождения дочери Джемиле-султан. В попытке поправить здоровье жены султан отправил её в одно из поместий султанской семьи, располагавшемся в другом климате. Однако это не помогло: по возвращении в столицу Дюздидиль поняла, что скоро умрёт. Состояние женщины усугубил тот факт, что её разлучили с дочерью, чтобы Джемиле не заразилась туберкулёзом. На протяжении всего времени болезни рядом с Дюздидиль оставалась её няня Джиджан, на руках у которой Дюздидиль умерла 18 августа 1845 года.
Дюздидиль была похоронена в одном из мавзолеев Новой мечети в Стамбуле: тюрбе Джедид-Хаватин, тюрбе Турхан-султан или тюрбе Рефии-султан.

## Дети
Достоверно известно об одном ребёнке Дюздидиль — дочери Джемиле-султан (1843—1915). После смерти Дюздидиль воспитанием двухлетней Джемиле занялась бездетная четвёртая жена Абдул-Меджида I Пиристу Кадын-эфенди, которая позднее также взяла на воспитание единокровного брата Джемиле будущего султана Абдул Хамида II. Джемиле была замужем за Махмудом Джелаледдином-пашой, от которого у неё было несколько детей — в том числе, дочь Фатьма Ханым-султан, умершая в возрасте десяти лет 24 февраля 1890 года.
Недждет Сакаоглу называет дочерью Дюздидиль Нейире-султан, родившуюся в 1841 и умершую в 1843 году. Он предполагает также, что Дюздидиль могла быть матерью Самие-султан, родившейся в феврале 1845 года и прожившей всего пару месяцев.
Чагатай Улучай пишет, что матерью Мевхибе-султан (1840—1841), Нейире-султан (1841—1843), Мюнире-султан (1841—1843) и Самие-султан (1845) была третья жена Абдул-Меджида I. Он не называет эту жену по имени, и неясно, была ли это одна и та же женщина, поскольку в разное время и по сведениям разных авторов титул третьей жены носили несколько женщин. Кроме того, по мнению Сакаоглу и Ачбы, матерью первенца султана Абдул-Меджида I Мевхибе-султан была Хошьяр Кадын-эфенди, которую в своих записях Улучай не упоминает.